# Dame N'Doye
Dame N’Doye (Thiès, 21 de fevereiro de 1985) é um futebolista senegalês que atua como atacante, atualmente está sem clube.

## Carreira
Dame N'Doye representou o elenco da Seleção Senegalesa de Futebol no Campeonato Africano das Nações de 2015.